# Wilhelm Løwe
Herkules Christian Wilhelm Løwe, född 26 februari 1827 i Vejle, död 23 juli 1879, var en dansk trädgårdsmästare. 
Løwe, som var son till tulluppbördsmannen, justitsråd Andreas Løwe, kom 1842 i lära hos trädgårdsmästare Kjærbølling på Snoghøj och avlade trädgårdsexamen 1849. Han deltog i slesvig-holsteinska kriget 1848–1850 som menig i Jægerkorpset och blev därefter medhjälpare och senare föreståndare hos handelsträdgårdsmästare Danckert på Østerbro. År 1858 etablerade han sig som handelsträdgårdsmästare i egendomen på Østerbrogade 92-96. Under den första tiden var han främst inriktad på köksväxter och blommor, men senare drev han även plantskola och fröhandel.